# Teuruarii IV
Teuruarii IV est un souverain polynésien du XIXe siècle qui régna sur l'île de Rurutu jusqu'en 1888. 
- Par la demande du protectorat de l'Angleterre sur l'île en 1889 [1].

- Par l'installation du protectorat de la France sur ses États par le gouverneur des Établissements Français de l'Océanie, Théodore Lacascade[2].

- Par sa renonciation à sa fonction royale en faveur de la France[3].

Nommé grand-chef de Rurutu par le gouverneur des E.F.O., il est le dernier roi de Rurutu.
Sa sœur aînée, la princesse Teanunuita Tetuamarama, est la mère de la dernière reine de Huahine, Teha'apapa III.
Son descendant actuel, Daniel, prince de Rurutu, a pris sa retraite comme colonel dans l'armée française.